# Fortior Mahajanga
El Fortior Club de la Côte Ouest, conocido también como Fortior CO o Fortior Mahajanga, es un equipo de fútbol de Madagascar que juega en la Liga Regional de Mahajanga, una de las ligas regionales de fútbol en el país.

## Historia
Fue fundado en el año 1949 en la ciudad de Mahajanga y es uno de los máximos ganadores de la Copa de Madagascar, la cual han ganado en 5 ocasiones, así como dos títulos del torneo del Campeonato malgache de fútbol, liga en la que no juegan desde finales del siglo XX.
A nivel internacional han participado en 7 torneos continentales, en los cuales nunca han podido superar la segunda ronda.

## Palmarés
- Campeonato malgache de fútbol: 2

1972, 1979
- Copa de Madagascar: 5

1974, 1975, 1976, 1977, 1985

## Participación en competiciones de la CAF
| Temporada | Torneo                            | Ronda      | Club                  | Casa  | Visita | Global |
| --------- | --------------------------------- | ---------- | --------------------- | ----- | ------ | ------ |
| 1973      | Copa Africana de Clubes Campeones | 1          | Police                | 5-1   | 1-2    | 6-3    |
| 1973      | Copa Africana de Clubes Campeones | 2          | Kabwe Warriors FC     | 0-3   | 0-4    | 0-7    |
| 1975      | Recopa Africana                   | 2          | Mufulira Wanderers FC | w.o.1 | w.o.1  | w.o.1  |
| 1976      | Recopa Africana                   | Preliminar | Bata Bullets          | 0-4   | 4-2    | 4-6    |
| 1978      | Recopa Africana                   | Preliminar | Sucoma Chikwawa       | 1-0   | 1-1    | 2-1    |
| 1978      | Recopa Africana                   | 1          | Mufulira Wanderers FC | 1-1   | 1-3    | 2-4    |
| 1980      | Copa Africana de Clubes Campeones | 1          | Limbe Leaf Wanderers  | w.o.2 | w.o.2  | w.o.2  |
| 1980      | Copa Africana de Clubes Campeones | 2          | AS Bilima             | 1-1   | 1-3    | 2-4    |
| 1986      | Recopa Africana                   | Preliminar | LPF                   | 3-2   | 0-0    | 3-2    |
| 1986      | Recopa Africana                   | 1          | Miembeni              | 2-2   | 0-1    | 2-3    |
| 1987      | Recopa Africana                   | 1          | LDF                   | 2-0   | 2-3    | 4-3    |
| 1987      | Recopa Africana                   | 2          | Nchanga Rangers       | 2-2   | 1-2    | 3-4    |

1- Fortior Mahajanga abandonó el torneo.

2- Limbe Leaf Wanderers abandonó el torneo.